# Adolphe Deledda
Adolphe Deledda (Villa Minozzo, Itàlia, 26 de setembre de 1919 - Canes, 23 de juliol de 2003) va ser un ciclista italià de naixement, però que es nacionalitzà francès el 30 d'abril de 1948. Professional entre 1943 i 1957, en el seu palmarès aconseguí una trentena de victòries, entre les quals destaquen dues etapes al Tour de França, el 1949 i 1951, una etapa a la Volta a Espanya de 1947 i el Campionat de França en ruta de 1952.

## Palmarès
- 1943
  - 1r de la Grenoble-Chambéry-Grenoble
  - 1r del Circuit Drôme-Ardêche
  - 1r del Tour de l'Alt Saona
- 1945
  - 1r del Gran Premi de la Voie du Peuple a Bourg-en-Bresse
  - 1r del Gran Premi del Jubileu a Châlon
  - Vencedor d'una etapa del Gran Premi del Treballador Alpí
- 1946
  - 1r del Tour de l'Alt Saona
  - 1r del Circuit del Jura
- 1947
  - Vencedor d'una etapa a la Volta a Espanya
- 1948
  - 1r del Tour de l'Alt Saona
  - 1r del Circuit del Jura
- 1949
  - 1r al Tour del Doubs
  - Vencedor de 2 etapes del Circuit de les 6 Províncies
  - Vencedor d'una etapa del Tour de França
- 1950
  - Vencedor d'una etapa del Circuit dels Vins de la Gironda
  - Vencedor d'una etapa de la Volta a Alemanya
- 1951
  - Vencedor d'una etapa del Tour de França
- 1952
  -  Campió de França en ruta
- 1953
  - Vencedor d'una etapa de la Volta a Algèria

### Resultats al Tour de França
- 1949. Eliminat (15a etapa). Vencedor d'una etapa
- 1951. 32è de la classificació general i vencedor d'una etapa
- 1952. 24è de la classificació general
- 1953. 35è de la classificació general
- 1954. 26è de la classificació general
- 1955. Abandona (8a etapa)
- 1956. 71è de la classificació general

### Resultats a la Volta a Espanya
- 1947. Abandona (19a etapa). Vencedor d'una etapa
- 1957. 49è de la classificació general